# Schlacht auf dem Knochenfeld
Die Schlacht auf dem Knochenfeld (ungarisch Csontmezei csata) ereignete sich am 4. Juli 1490 in der Nähe von Kölesd im Komitat Tolna. Kontrahenten waren Truppen von Pál Kinizsi und Stephan Báthory von Ecsed, die für Königin Beatrix von Aragón eintraten, und die Anhänger von Johann Corvinus.
Nach dem Tod des ungarischen Königs Matthias Corvinus erklärten mehrere bedeutende Könige ihren Anspruch auf den Thron des Königreichs Ungarn. Sein unehelicher Sohn Johannes Corvinus hat keine Möglichkeit, König von Ungarn zu werden. Johannes gab am 13. Juli 1490 offiziell seine Ansprüche auf den Thron auf. Jedoch rekrutierten seine vier ungarischen Unterstützer eine Armee. Johannes deshalb änderte seinen Entschluss. Sie machten sich auf den Weg nach Südungarn, aber die ehemaligen erfahrenen Generäle (Kinizsi und Báthory von Ecsed) von Matthias verfolgten ihn und in der Schlacht bei Knochenfeld besiegten sie schnell die unerfahrenen Soldaten von Johannes Corvinus.
Durch sein Misslingen verlor Johannes Corvinus auch die Möglichkeit eines Ausgleichs: Wenn er auf den ungarischen Thron verzichtet hätte, hätte er König von Bosnien und Kroatien werden können.